# Tahanea
Tahanea egy atoll a Dél-Csendes-óceánon. A terület politikailag Francia Polinéziához tartozik.

## Elhelyezkedése
Tahanea a Tuamotu-szigetek egyik alcsoportjának, a Raeffsky-szigeteknek a része. A Raeffsky szigetcsoport a Tuamotu szigetcsoport központi részén található. Tahanea a Reffsky-szigetek északkeleti részén található, Tahititől 455 km-re keletre.

## Földrajzi jellemzői
Az atoll hosszúsága 48 km, szélessége 15,2 km, a területe közel 8 km², a lagúnájával együtt pedig 522,5 km². Hatalmas, mély lagúnájába az óceán felől be lehet jutni három csatornán keresztül. A szorosok nevei: Motupuapua, Teavatapu és Otao. Az atoll korallja az északi részen keskenyebb a délinél, ám szigetei az északi részen nagyobbak. A legközelebbi sziget Faaite keletre található 15 km-re. Az önkormányzati székhely Anaa tőle 78 km-re van északkeletre.
A sziget lakatlan. Napjainkban a szomszédos szigetek lakói néha kopra előállítása céljából keresik fel.

## Élővilága
A szigeten honos az óceáni cankó (Prosobonia cancellata) , de más endemikus madárfajok is (Ptilinopus coralensis, Tuamotu-szigeteki nádiposzáta (Acrocephalus atyphus), Tahiti póling (Tahiti cankó, Numenius tahitensis)).

## Története
Faaite atoll első európai látogatója Domingo de Boenechea spanyol felfedező volt 1774-ben. A szigetnek a „San Julián” nevet adta.
Fabian Gottlieb von Bellingshausen, az orosz flottánál szolgáló felfedező 1820-ban járt Tahanea szigetén a Vosztok és a Mirni elnevezésű hajókkal. Ő az atollt  „Csicsagovnak” nevezte el.
A 19. században Tahanea francia gyarmattá vált. Ekkor a lakossága 100 fő volt.

## Közigazgatás
Tahanea atoll Anaa önkormányzati településhez tartozik Faaite és Motutunga atollokkal egyetemben.

## Fordítás
- Ez a szócikk részben vagy egészben  a   Tahanea című német Wikipédia-szócikk fordításán alapul.  Az eredeti cikk szerkesztőit annak laptörténete sorolja fel. Ez a jelzés csupán a megfogalmazás eredetét és a szerzői jogokat jelzi, nem szolgál a cikkben szereplő információk forrásmegjelöléseként.
- Ez a szócikk részben vagy egészben  a   Tahanea című spanyol Wikipédia-szócikk fordításán alapul.  Az eredeti cikk szerkesztőit annak laptörténete sorolja fel. Ez a jelzés csupán a megfogalmazás eredetét és a szerzői jogokat jelzi, nem szolgál a cikkben szereplő információk forrásmegjelöléseként.

## További információ
- Atoll lista (franciául) Archiválva 2007. február 28-i dátummal a Wayback Machine-ben